# 芬兰时间
| 淺藍 | 欧洲西部时间／格林尼治標準時間（UTC）                       |
| 藍色 | 欧洲西部时间／格林尼治標準時間（UTC）                       |
| 藍色 | 欧洲西部夏令时间／英国夏令时／愛爾蘭標準時間（UTC+1）       |
| 紅色 | 欧洲中部时间（UTC+1）                                       |
| 紅色 | 欧洲中部夏令时间（UTC+2）                                   |
| 黃色 | 欧洲东部时间／加里宁格勒时间（UTC+2）                       |
| 金色 | 欧洲东部时间（UTC+2）                                       |
| 金色 | 欧洲东部夏令时间（UTC+3）                                   |
| 淺綠 | 歐洲极东時間／莫斯科时间／土耳其時間（UTC+3）               |
| 青綠 | 亞美尼亞時間／亞塞拜然時間／喬治亞時間／薩馬拉時間（UTC+4） |

芬兰冬季采用欧洲东部时间为標準時間，夏季沿用的夏时制为欧洲东部夏令时间。欧洲东部时间比协调世界时早两小时（UTC+02:00），欧洲东部夏令时间早三小时（UTC+03:00）。芬兰1921年4月30日采用欧洲东部时间，1981年起采用夏令时，在每年三月最后一个周日凌晨三点把时间调快一小时，同年十月最后的周日凌晨四点调回，并且前两年的调整时间还要再提前一小时。
芬兰各地19世纪前遵循地方太阳日，西部与最东部相差半小时。进入19世纪后铁路与电报面世，为适应调度芬兰需采用单一时区。1862年，芬兰铁路开始采用UTC+01:39:49.2的地方平時。芬兰议会1888和1897年两次设立标准时区未果。芬兰政府1921年4月30日正式采用UTC+02:00时区，人称欧洲东部时间。1942年首度提倡的夏令时因无实用价值放弃，但1981年为与邻国保持一致再度启用。2017年，芬兰议会表决赞成向欧洲联盟提议废除夏令时。
芬兰时区由芬兰技术研究中心、芬兰计量与认证中心维护，采用原子鐘和氢监控器确保官方计时器不致落后。该国纬度很高，夏夜时长偏短，夏令时对人口没什么影响。芬兰最北端位于北極圈内，有长达51天的极夜和73天的极昼，最南端冬季白天时长不到六小时，夏季白天平均时长20小时。芬兰采用二十四小時制。

## 历史
芬兰19世纪前不需要单一时区，各地自行采用太阳日。赫尔辛基正午12点时，奥兰玛丽港为上午11:40.02，北薩沃區庫奧皮奧为12:10.53。与船运、马车等早期运输手段相比，鐵路運輸需要比较精确的時間表。电报时效接近实时通信，如果各地自行采用太阳日会非常不便:81。
海门林纳至赫尔辛基的芬兰第一条铁路1862年落成，时间表采用赫尔辛基大学天文台测量的地方平時，标准时间偏移UTC+01:39:49.2，人称“赫尔辛基时间”:81。天文台正午抛下球，火车站看到后调整时钟。如果下雨火车站看不到球，天文台就安排正午鸣炮。1854年电报传入芬兰，成为向其他车站传达准确时间的工具:82–83。里希邁基－聖彼得堡鐵路1870年通车，科沃拉以东不远的开派宁也采用赫尔辛基时间:83。1882年，芬兰气象研究所与瑞典气象研究所为方便测量地磁场用电话同步赫尔辛基时间。
华盛顿哥伦比亚特区1884年10月召开国际子午线会议，用24条经线划分全世界，相邻经线间隔15经度。大会同意把英国格林尼治標準時間所在经线定为本初子午線，两侧每过一条经线为一时区，比上一时区偏移一小时，即向西为减一小时，12时区共GMT−12:00，向东加一小时，12时区共GMT+12:00。芬兰等大部分国家没有马上实施大会决定:83。1893年10月，欧洲大部分铁路采用格林尼治标准时间（又称欧洲西部时间）、GMT+01:00（又称欧洲中部时间）:8、GMT+02:00（又称欧洲东部时间），具体实施由美国铁路协会监督。1893至1895年，欧洲许多国家从上述三个时区选择其一作为标准时间，但芬兰例外:2。
1888年，芬兰大公国是隶属俄罗斯帝国的自治国，芬兰议会请求亚历山大三世把赫尔辛基时间定为芬兰全境标准时间，但皇帝觉得铁路实施标准时间足矣:87。1897年，芬兰政府又提议把最接近赫尔辛基时间的欧洲东部时间定为标准时间，但又因议会担心采用赫尔辛基时间的铁路企业抗议作罢，结果芬兰境内同时采用两种标准时间。电信业增长需要全国统一的时间标准，赫尔辛基时间在芬兰全境普及:87。1917年芬兰独立:87，1919年下半年芬兰地理学会向政府提议全国采用欧洲东部时间。政府从善如流，司法部长1920年3月12日颁布法令，芬兰从1921年5月1日起以欧洲东部时间为标准时间。1921年4月30日沃普尔吉斯之夜午夜，官方时间前调20分10.9秒与欧洲东部时间同步，立为芬兰标准时间:87。时间调整过程平稳，芬兰人没有提出重大反对意见，铁路企业轻松适应变更。

### 1929年提议采用欧洲中部时间
20世纪20年代末到30年代中期，铁路和电信业发展令芬兰与西方邻国联系更形密切。芬兰采用欧洲东部时间，西面邻国大多采用欧洲中部时间，对部分事务不利，如上班时间不同打电话就很不方便。芬兰邮电局1929年6月呼吁政府把国家标准时间改为欧洲中部时间。提案所获支持不足，博滕区商会同年九月发表声明，称芬兰企业已充分适应两个时区。
斯德哥尔摩1937年10月召开欧洲时间表会议探讨时区变更，芬兰、爱沙尼亚、拉脫維亞代表同意向政府提议朝欧洲中部时间过渡。芬兰国民起初认可提议，但芬兰医学会宣称此举与国民生物时间不符，对健康不利，提案最后石沉大海。芬兰邮电局撤回1929年提议，运输部否决提案。

### 采用夏令时
芬兰医学会声称夏时制可产生经济效益（即光照时间长节约能源）、减少食品消耗，芬兰于1942年4月2日首度尝试。时钟24点向前调一小时，10月4日凌晨一点调回，但政府觉得夏令时没有实用价值，随即放弃采用。1980年，北欧其他国家遵照欧洲经济共同体指令采用夏令时，苏联1981年采纳。为免同欧洲其他地区存在时差造成干扰，芬兰1981年再度采用夏令时，在欧洲东部时间三月最后的周日凌晨两点调快一小时，十月最后的周日凌晨三点调回，与苏联和北欧其他国家实践相符，确保各国时区一致。1983年起，芬兰夏令时调整时间前移一小时。1995年芬兰加入欧共体后续组织欧洲联盟后继续沿用夏令时，前述指令此时已写入欧盟法律。现行政府法规明确规定欧盟指令2001年生效。

## 夏令时
芬兰在欧洲东部时间三月最后一个周日凌晨三点把时间前调一小时至欧洲东部夏令时间，从UTC+02:00调至UTC+03:00，十月最后一个周日凌晨四点调回。该国1981年开始采用夏令时，地理位置纬度偏高导致夏夜时长偏短，赫尔辛基七月日落后仅五小时就迎来日出，夏令时对人口没有影响。春秋两季情况不同，同样以赫尔辛基为例，春季日照时间达13至18小时，秋季11至16小时，夏令时除与其他国家时间同步外的确为国民带来便利。

### 提议取消夏令时
芬蘭議會2017年表决赞成呼吁欧盟考虑废除夏令时，同年七万国民签名要求芬兰中止采用夏令时。欧洲联盟委员会此时正审查芬兰要求，欧洲议会2018年2月8日表决同意要求欧盟委员会重新评估欧洲夏令时。委员会同年9月12日决定中止夏令时实践，即废除“2000/84/EC”指令，此举需欧洲联盟理事会和欧洲议会批准。2019年3月4日，欧洲议会交通旅游委员会批准欧盟委员会提议，为确保平稳过渡将起始日期推迟到2021年；欧洲议会3月26日确认交通旅游委员会决策。
欧盟忙于应对2019冠状病毒病疫情，欧盟理事会一直没有批准废除夏令时。如果欧盟理事会批准，芬兰还需决定以后是一直采用冬季时间（UTC+02:00）还是夏季时间（UTC+03:00）。据国有广播传媒芬兰广播公司报道，政府打算在落实变更前听取专家意见并咨询公众。2018年芬兰司法部开展民调，24小时就收到12万余份回复，显示赞成固定采用冬季时间的略占多数。2019年五万公民联名请愿，要求固定采用夏季时间。

## 地理和太阳日

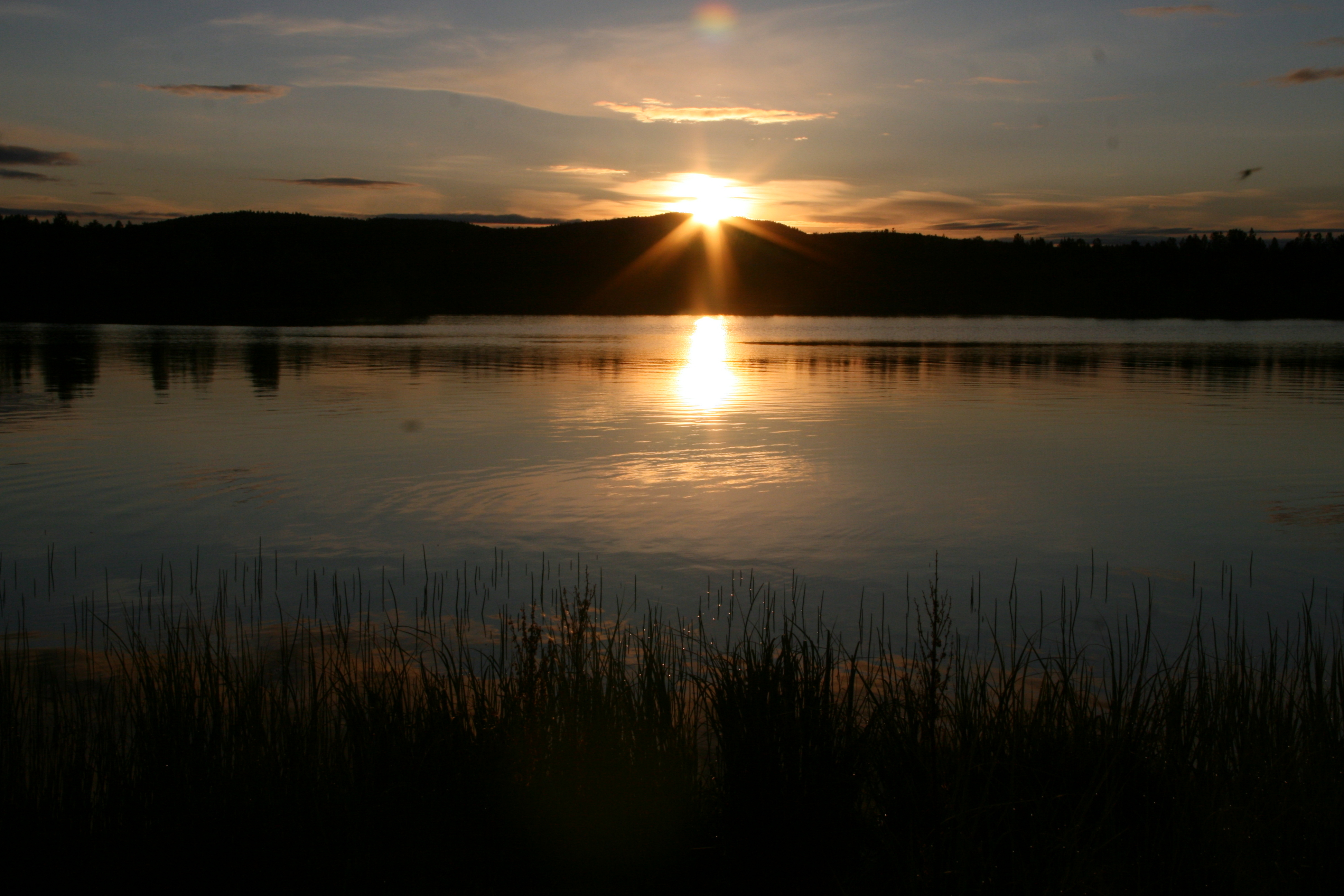
芬兰北部伊納里的极昼

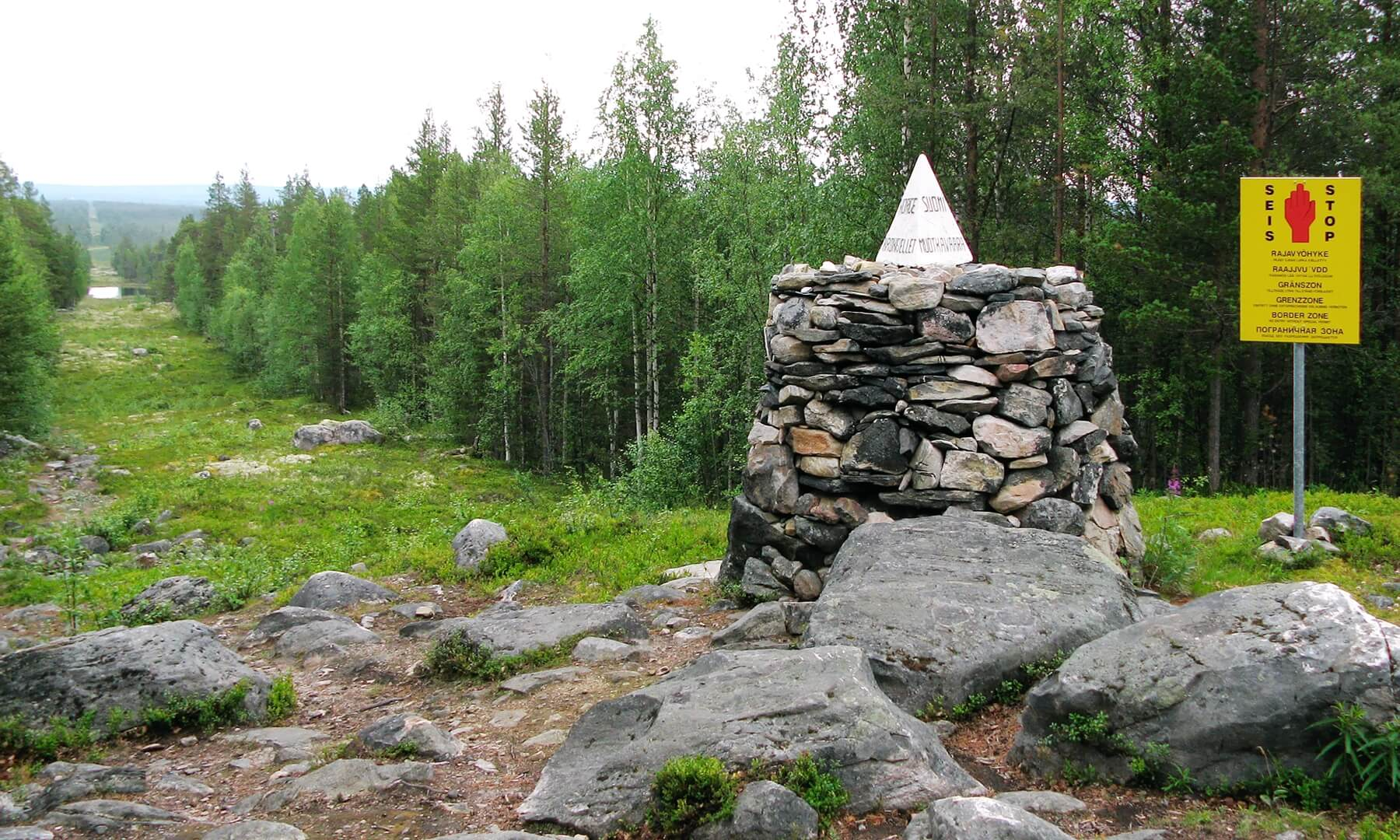
芬兰、挪威、俄罗斯三邊交界点穆奥特卡瓦拉（Muotkavaara），三个时区在芬兰冬季交会

芬兰大部分领土位于UTC+02:00时区，芬兰西南沿海的圖爾庫和奥兰、最西北面的基尔皮斯耶尔维和卡雷苏万托均位于东经22°30'以西，地理时区在UTC+01:00。芬兰的标准经线是东经30度，最北部在北極圈内，有长达51天的极夜和73天的极昼。纬度太高令芬兰没有地方实用手段实行夏令行，所有位于索丹屈莱（北纬67°25'）以北的地区均存在极夜。芬兰最南部冬季日照不足六小时，夏季平均日照时间长达20小时。穆奥特卡瓦拉是芬兰、挪威、俄罗斯三邊交界，三个时区在芬兰冬季交会：挪威采用欧洲中部时间（UTC+01:00），芬兰用欧洲东部时间（UTC+02:00）、俄罗斯用莫斯科时间（UTC+03:00）。
| 芬兰赫尔辛基日出、日落时间     | 芬兰赫尔辛基日出、日落时间 | 芬兰赫尔辛基日出、日落时间 | 芬兰赫尔辛基日出、日落时间 | 芬兰赫尔辛基日出、日落时间 | 芬兰赫尔辛基日出、日落时间 | 芬兰赫尔辛基日出、日落时间 | 芬兰赫尔辛基日出、日落时间 | 芬兰赫尔辛基日出、日落时间 | 芬兰赫尔辛基日出、日落时间 | 芬兰赫尔辛基日出、日落时间 | 芬兰赫尔辛基日出、日落时间 | 芬兰赫尔辛基日出、日落时间 |
| 月份                           | 一                         | 二                         | 三                         | 四                         | 五                         | 六                         | 七                         | 八                         | 九                         | 十                         | 十一                       | 十二                       |
| ------------------------------ | -------------------------- | -------------------------- | -------------------------- | -------------------------- | -------------------------- | -------------------------- | -------------------------- | -------------------------- | -------------------------- | -------------------------- | -------------------------- | -------------------------- |
| 日出                           | 09:24                      | 08:35                      | 07:19                      | 06:46                      | 05:18                      | 04:08                      | 04:00                      | 04:59                      | 06:14                      | 07:25                      | 07:43                      | 08:56                      |
| 日落                           | 15:24                      | 16:33                      | 17:47                      | 20:04                      | 21:19                      | 22:29                      | 22:47                      | 21:52                      | 20:25                      | 18:53                      | 16:24                      | 15:22                      |
| 日照小时数                     | 6                          | 8                          | 10.5                       | 13.3                       | 16                         | 18.3                       | 18.7                       | 16.8                       | 14.1                       | 11.4                       | 8.6                        | 6.4                        |
| 来源：美国国家海洋和大气管理局 |                            |                            |                            |                            |                            |                            |                            |                            |                            |                            |                            |                            |

## 维护
芬兰技术研究中心、芬兰计量与认证中心负责遵循国际电信联盟指定的國際度量衡局标准，落实芬兰时区闰秒。芬兰1972年采用协调世界时以便落实闰秒，同步地球自转的准确原子时:100。该国首次闰秒发生在1972年6月30日，此后已有28次，全部发生在6月30日或12月31日，最近一次是2016年12月31日。芬兰技术研究中心还用六台原子鐘配合氢监控器确保官方计时器提供25兆赫频率高精度时间信号，确保官方计时器不致落后。从2009年末起，芬兰技术研究中心的官方时间与协调世界时差距就没再超过30纳秒。经芬兰财政部支持，芬兰技术研究中心还负责利用網路時間協定实现计算机网络连接互联网的时钟同步，直接从全球定位系统、原子钟或BIOS时钟获取时间。网络时间协议设计时已考虑网络间延迟，但时间同步准确程度最终仍由网络的互联网连接速度和带宽决定。芬兰技术研究中心发现，100Mbit/s网速下芬兰官方时间与计算机显示时间相差万分之一秒。如果网速降低、带宽不足，时间差距会更大。

## 时制
芬兰书面用语采用二十四小時制，小时和分钟数间的推荐和标准分隔符是小数点，如下午三点一刻应写为“15.15”。电信、数字时钟领域使用半角分号分隔（如六点半写作“6;30”）也很常见，但不建议在日常书写沿用。午夜写为24点，即“24.00”。每天第一个小时以“0”开头，如“0.15”代表零点一刻。前十个小时无需在代表小时的个位数字前加零，如上午八点半写作“8.30”，不写成“08.30”。需要写上秒数时，分隔符仍为小数点，如“16.15.25”。如果秒数还需精确到小数点后，则以半角逗号分隔整数和小数部分，如“9.30.35,30”代表9点30分35.3秒。时间范围在数字间用连字符，如“9–21”代表早九点至晚九点。
芬兰语日常书写还可采用12小时制，但需要补充说明，如上午九点写作“aamuyhdeksältä”，与瑞典语形式类似。芬兰史上曾采用12小时制，1928年为遵守1926年欧洲铁路时间表会议通过的铁路通用时间表协议转为24小时制。

## 时区信息数据库
芬兰在时区信息数据库的时区表格包含两个区，分别是（欧洲/赫尔辛基）和奥兰专用的（欧洲/玛丽港）。芬兰的ISO 3166-1二位字母国家代码同样有两组，其中专指奥兰，泛指芬兰全国。下表内容直接取自时区信息数据库，带“*”号栏代表取自时区表格：
| 国家代码* | 坐标*       | 时区*            | 注释 | 标准时间偏移 | 夏令时    |
| --------- | ----------- | ---------------- | ---- | ------------ | --------- |
| FI        | +6010+02458 | Europe/Helsinki  |      | UTC+02:00    | UTC+03:00 |
| AX        | +6006+01957 | Europe/Mariehamn |      | UTC+02:00    | UTC+03:00 |

不支持或的计算机可采用可移植操作系统接口语法：TZ="EET-2EEST,M3.5.0/3,M10.5.0/4"。

## 扩展阅读
如无特别说明，以下书籍均在Google圖書提供数字化版本：
- . Helsinki University Observatory.
  - . 1941  [2022-05-02]. （原始内容存档于2022-05-02）.
  - . 1950  [2022-05-02]. （原始内容存档于2022-05-02）.
  - . 1957  [2022-05-02]. （原始内容存档于2022-05-21）.
  - . 1960. OCLC 2261861.
  - . 1964  [2022-05-02]. （原始内容存档于2022-05-02）.
- Karttunen, Hannu; Oja, Heikki; Donner, Karl Johan; Poutanen, Markku; Kröger, Pekka.  6. Springer Science+Business Media. 2017. ISBN 978-3-662-53044-3.